# Barkós hangyászmadár
A barkós hangyászmadár (Pithys albifrons) a madarak osztályának verébalakúak (Passeriformes) rendjébe és a hangyászmadárfélék (Thamnophilidae) családjába tartozó faj.

## Rendszerezése
A fajt Carl von Linné svéd természettudós írta le 1766-ban, a Pipra nembe Pipra albifrons néven.

## Alfajai
- Pithys albifrons albifrons (Linnaeus, 1766)
- Pithys albifrons brevibarba Chapman, 1928
- Pithys albifrons peruvianus Taczanowski, 1884

## Előfordulása
Brazília, Kolumbia, Venezuela, Ecuador, Peru, Guyana, Suriname és Francia Guyana területén honos. Természetes élőhelyei a szubtrópusi vagy trópusi síkvidéki esőerdők. Állandó, nem vonuló faj.

## Megjelenése
Testhossza 11,5–12,5 centiméter, testtömege 18–23 gramm. Bóbitája és a pofáján szakállszerűen lelógó tollai fehérek. Tollazata barna.

## Életmódja
Követi a vándorhangyákat és az azok által felzavart rovarokkal táplálkozik.

## Természetvédelmi helyzete
Az elterjedési területe rendkívül nagy, egyedszáma pedig stabil. A Természetvédelmi Világszövetség Vörös listáján nem fenyegetett fajként szerepel.

## További információ
- Képek az interneten a fajról
- Internet Bird Collection - videók a fajról
- Xeno-canto.org - a faj hangja és elterjedési területe